# 阿西斯港
阿西斯港是哥倫比亞的城鎮，位於該國南部普圖馬約河西岸，由普圖馬約省負責管轄，距離首府莫科阿75公里，始建於1912年5月3日，面積26,103平方公里，海拔高度250米，2005年人口45,745。

## 外部連結
- （西班牙文） Government of Puerto Asis official website[]
- （西班牙文） Environmental information of amazon colombian

0°31′N 76°30′W / 0.517°N 76.500°W